# L'atomo azzurro
L’atomo azzurro (The Blue Atom) è un romanzo di fantascientifico del 1963 scritto da Robert Moore Williams.
È il numero 302 della serie Urania, 628 della serie Urania, 66 della serie Urania Classici.

## Trama
D'improvviso gira voce che dalle persone spariscano avvolte da una luce azzurra. Questa minaccia venuta dallo spazio sembra essere dotata di intelligenza propria. Chiunque cerchi di carpirne il segreto ne viene inghiottito.
Jarr Rahmer, il capo della flotta dei mercanti spaziali decide di investigare su questo enigmatico nemico, finché ne scopre la reale entità: un antico manufatto in grado di sfruttare l'energia stessa dell'universo e comandato dal re dell'antico popolo che lo ha creato. Per evitare che un potere così grande possa cadere in mani sbagliate, decide di renderlo inutilizzabile.

## Edizione
- Robert Moore Williams, L’atomo azzurro, a cura di Fruttero e Lucentini, collana Urania n° 628, Milano, 1958,  p. 143.